# Bradyporus macrogaster
Bradyporus macrogaster is een rechtvleugelig insect uit de familie van de sabelsprinkhanen (Tettigoniidae). De wetenschappelijke naam van deze soort is voor het eerst voorgesteld als Ephippiger macrogaster door Alexandre Louis Lefebvre in een publicatie uit 1831.

## Verspreiding
Deze soort komt voor in het oostelijk deel van de Balkan waaronder Oost-Servië, Noordwest-Noord-Macedonië, Zuidoost-Roemenië, Bulgarije (met uitzondering van het noordwesten en het zuidwesten), Noordoost-Griekenland en West-Turkije.

## Ondersoorten
- Bradyporus macrogaster longicollis (Fieber, 1853)
  - = Bradyporus longicollis dobrogensis Müller, 1933
  - = Callimenus longicollis Schulthess, 1882
  - = Callimenus pancici Brunner von Wattenwyl, 1882
  - Bradyporus macrogaster macrogaster (Lefebvre, 1831)
  - = Callimenus oniscus var. intermedia Werner, 1901
  - = Callimenus oniscus var. brachynotus Fieber, 1853